# Die letzte Schlacht (1978)
Die letzte Schlacht (Originaltitel: Go Tell the Spartans) ist ein 1978 erschienener, US-amerikanischer Kriegsfilm, der von Ted Post inszeniert wurde. Für das Drehbuch wurde der Roman Incident at Muc Wa des US-Schriftstellers Daniel Ford adaptiert. Der Film handelt von einer Einheit US-Soldaten, die im Vietnamkrieg gegen die Vietcong kämpfen.
Der englische Originaltitel ist eine ironische Anspielung auf die spartanischen Soldaten, die im Jahr 480 v. Chr. in der Schlacht bei den Thermopylen durch die Perser getötet wurden.

## Handlung
Der Film spielt 1964 im Süden Vietnams. Der US-Major Asa Barker hat den Auftrag, den von den Franzosen verlassenen Stützpunkt Muc Wa wiederherzurichten. Er stellt eine Einheit aus US- und südvietnamesischen Soldaten zusammen, die sich unter der Leitung des idealistischen, aber unerfahrenen Zweiten Leutnants Hamilton auf den Weg durch den Dschungel macht. Der gehbehinderte Barker bleibt mit Captain Alfred Olivetti in der Kommandozentrale. Nach einem kurzen Gefecht an einer improvisierten Straßensperre der Vietcong erreichen sie das Dorf und bauen die relativ gut erhaltene Befestigung aus. Nebenan befindet sich ein Friedhof für 302 gefallene Franzosen; über dessen Eingang ist eine Holztafel angebracht, die auf Französisch mit dem bekannten Text „Wanderer, kommst Du nach Sparta ...“ beschriftet ist (Original: "ETRANGER / DITES AUX SPARTIATIS [sic] / QUE NOUS DEMEURONS ICI / PAR OBEISSANCE A LEUR LOIS").
Nachts wird die Einheit von Vietcong angegriffen. Dabei wird Hamilton von den Vietcong erschossen. Ihn ersetzt vor Ort bald Olivetti als Leiter der Einheit, während Barker per Funk koordiniert. Bald erfährt Barker, dass die Vietcong einen noch stärkeren Angriff auf das Dorf planen. Daher will er auf Befehl des vorgesetzten Generals das Dorf mit den Soldaten evakuieren lassen. Als sich Corporal Courcey, einer der Soldaten, dem Befehl widersetzt, um die verwundeten vietnamesischen Zivilisten nicht im Stich zu lassen, verbleibt auch Barker in dem Dorf. Sie entdecken bald, dass sich unter den Zivilisten auch schwer bewaffnete Verräter befunden haben, die offensichtlich für die Vietcong tätig sind. Bis auf eine junge Frau, die flüchten kann, erschießen sie sie deshalb. Als sich Barker mit den Verwundeten nachts in Richtung einer Straße absetzen will, werden sie von den Vietcong aus dem Hinterhalt angegriffen. Dabei sterben anscheinend alle bis auf Courcey, der orientierungslos durch den Wald irrt.

## Produktion
Das Budget für den Film betrug 1,5 Mio. US-Dollar. Da es sich während der Produktion als ungenügend erwies, verzichtete Hauptdarsteller Burt Lancaster auf einen Teil seiner Gage und gab zusätzlich noch 150.000 US-Dollar dazu.

## Veröffentlichung
Der Film hatte seine Weltpremiere am 14. Juni 1978 in den USA. Erstaufführung in der Bundesrepublik Deutschland war am 13. Juli 1978.
In den US-Kinos war der Film hinsichtlich der Anzahl der Kinobesucher erst nicht besonders erfolgreich. 1987 und während einer Welle von erfolgreichen Kriegsfilmen wie Platoon und Full Metal Jacket wurde der Film im Kino wiederveröffentlicht, und zwar in mindestens einem Lichtspielhaus in Los Angeles.

## Rezeption
Der Film-Dienst urteilte: „Mit allen Klischees des Genres inszeniertes Kriegsfilmspektakel, dessen kritischen Ansätzen offenbar nur eine Alibifunktion zukommt.“
Das britische Magazin Empire vergab drei von fünf möglichen Sternen und meinte: „Routinierter Kriegsfilm mit genügend unterhaltsamen Dialogen, um bis zum Schluss zuzuschauen.“
Drehbuchautor Wendell Mayes wurde 1979 für die Adaption des Romans als Drehbuch für einen Writers Guild of America Award nominiert.
Auf Rotten Tomatoes hat der Film eine Wertung von 67 %, basierend auf sechs Bewertungen.